# Bataille du Donon
Première Guerre mondiale
Batailles
Front d'Europe de l’Ouest
- Liège (8-1914)
- Namur (8-1914)
- Frontières (8-1914)
- Anvers (9-1914)
- Grande Retraite (9-1914)
- Marne (9-1914)
- Course à la mer (9-1914)
- Yser (10-1914)
- Messines (10-1914)
- Ypres (10-1914)
- Givenchy (12-1914)
- 1re Champagne (12-1914)
- Hartmannswillerkopf (1-1915)
- Neuve-Chapelle (3-1915)
- 2e Ypres (4-1915)
- Colline 60 (4-1915)
- Artois (5-1915)
- Festubert (5-1915)
- Quennevières (6-1915)
- Linge (7-1915)
- 2e Artois (9-1915)
- 2e Champagne (9-1915)
- Loos (9-1915)
- Verdun (2-1916)
- Redoute Hohenzollern (3-1916)
- Hulluch (4-1916)
- 1re Somme (7-1916)
- Fromelles (7-1916)
- Arras (4-1917)
- Vimy (4-1917)
- Chemin des Dames (4-1917)
- 3e Champagne (4-1917)
- 2e Messines (6-1917)
- Passchendaele (7-1917)
- Cote 70 (8-1917)
- 2e Verdun (8-1917)
- Malmaison (10-1917)
- Cambrai (11-1917)
- Bombardements de Paris (1-1918)
- Offensive du Printemps (3-1918)
- Lys (4-1918)
- Aisne (5-1918)
- Bois Belleau (6-1918)
- 2e Marne (7-1918)
- 4e Champagne (7-1918)
- Château-Thierry (7-1918)
- Le Hamel (7-1918)
- Amiens (8-1918)
- Cent-Jours (8-1918)
- 2e Somme (9-1918)
- Bataille de la ligne Hindenburg
- Meuse-Argonne (10-1918)
- Cambrai (10-1918)

Front italien
Front d'Europe de l’Est
Front des Balkans
Front du Moyen-Orient
Front africain
Bataille de l'Atlantique
La bataille du Donon est une bataille qui a eu lieu dans l'Est de la France actuelle (Ouest de l'Empire allemand à l'époque) au début de la Première Guerre mondiale. La bataille a opposé les forces françaises et allemandes et s'est soldée par une victoire allemande.
Le 14 août 1914, la 25e brigade d'infanterie (13e DI) s'empare du col du Donon avec très peu de pertes ; les défenseurs ennemis opposent peu de résistance et, suivant la stratégie adoptée par leur État-Major, se retirent assez rapidement vers la vallée de la Bruche.
La bataille principale a essentiellement lieu au Petit Donon, au col entre les Donons et à la cote 707, les 20 et 21 août 1914. Elle se rattache à la bataille des frontières. Les combats du Petit Donon ne dureront que quelques heures mais les pertes seront importantes des deux côtés. La décision de reprendre le Petit Donon n'est compréhensible qu'à travers la tactique de l'offensive à outrance adoptée par le grand État-major français (après la défaite de 1870) enseignée dans les écoles militaires, bien ancrée dans l'esprit des chefs français et également apprise par les hommes de troupe pendant leur service militaire. Cette stratégie, comme on le sait aujourd'hui, va coûter en quelques mois des pertes importantes dans les troupes françaises, notamment dans l'encadrement.

## Campagne précédant la bataille
Le généralissime Joffre et le plan XVII prévoyaient pour le secteur situé à la frontière avec les départements perdus en 1870 une offensive au sud de l'Alsace (armée d'Alsace), sur les cols vosgiens, la Bruche, le Donon (Ire Armée) et une grande offensive en Lorraine (IIe Armée). La pénétration des troupes françaises dans les départements annexés, représentaient pour la population française et les soldats eux-mêmes une image psychologiquement forte.
Les Allemands ne l'ignoraient pas et pour leur aile gauche, protégée par les reliefs vosgiens, avaient prévu une position d'attente :
- La VIIe armée du général Von Heeringen comprenait des troupes de réserves face à l'Alsace et à la Ire Armée française. En revanche le Rhin avait été fortement fortifié ; le Fort Kaiser Wilhem II puissamment armé était un môle de résistance dans la basse vallée de la Bruche, en avant de la place fortifiée de Strasbourg.
- La VIe armée du Kronprinz Rupprecht de Bavière, prête à l'offensive dès que la IIe Armée française aura suffisamment pénétré en territoire ennemi.
- Le plan Schlieffen se déroulait avec l'aile droite allemande forte de cinq armées envahissant la France par le nord-est, le but étant de prendre en étau les armées françaises, les rabattre vers l'aile gauche, puis les acculer sur la frontière suisse. Ce même plan se donnait un délai de campagne pour remporter la victoire de moins de deux mois, le temps que la Russie finisse sa mobilisation. Moltke et l'État-Major allemand n'ignoraient pas qu'il ne leur serait pas possible de se battre sur les deux fronts à la fois.

Sur le secteur Vosges, les opérations de couverture terminées et l'armée d'Alsace (Général Bonneau) entrée par la trouée de Belfort à Mulhouse (7 août), la Ire Armée entame le 14 août son offensive générale vers le nord-est. Pour la 25e Brigade chargée de s'emparer du col et du massif des Donons les opérations se déroulent sans grandes difficultés.

### 15 et 16 août
La 25e brigade du général Barbade organise la défense de la place considérée comme un point d'appui, pivot de manœuvre pour les Ire (général Auguste Dubail) et IIe armée. Les 20e et 21e BCP, effectuent des reconnaissances vers les vallées des deux Sarres avec des cavaliers du 6e escadron du 4e Chasseurs à Cheval. Ils occupent les crêtes plus au nord (Tête de Mort, le Noll, le Grossmann) par des petits-postes, observatoires privilégiés pour observer les mouvements ennemis à l'est et au nord. En vue de la manœuvre du 21e Corps d'Armée dans les deux jours qui allaient venir, aménagement et occupation de la cote 707 et de Malcote, dominant vers le nord-ouest les vallées supérieures de la Sarre blanche et de la Sarre rouge.

### 17 août
Le gros du 21e Corps d'armée, essentiellement la 43e DI et le 17e BCP, quittent la région de Schirmeck et la haute vallée de la Bruche. Par le col du Donon, il gagne la région Abreschviller-Saint-Quirin pour appuyer les 8e et 13e corps d'armée dans une attaque de flanc sur Sarrebourg, participant à l'offensive de la IIe Armée en Lorraine. Le 14e Corps d'armée doit prendre en charge le secteur du 21e corps d'armée.

### 18 août
Les colonnes du 21e Corps d’Armée continuent de s’écouler par le col du Donon puis au nord-ouest par les vallées de la Sarre blanche et de la Sarre rouge. La 13e DI est à présent rattachée pour la suite des opérations au 14e Corps d’Armée, elle doit continuer sa mission de couverture du Donon (25e brigade) et de la haute vallée de la Bruche (26e brigade et  21e RI). Le 17e RI et le 109e RI sont fortement accrochés et finissent par être débordés par les troupes allemandes qui ont pris l’offensive par les hauteurs des deux rives de la Bruche.

### 19 août
Lors d'une contre-attaque, le colonel Aubry, commandant le 109e RI est tué. Les 21e et 109e RI ainsi que le 57e BCP, engagés dans le secteur Bruche, se replient en combattant, tandis que le 17e RI reste sur Schirmeck protégeant la route montant au Donon. À 13 h, Le colonel Hamon, commandant la 26e brigade, donne l'ordre de repli général sur le col du Donon, sous le couvert des tirs du deuxième groupe du 62e RAC, les deux autres groupes de ce régiment remontent sur le col.
Le général Von Pavel de la 28e Division d’infanterie de réserve sait qu’il va falloir s’emparer de cette place forte que représente le massif du Donon lors de l’offensive générale des VIe et VIIe armées allemandes contre les IIe et Ire armées françaises prévue pour le 20 août. Malgré de multiples patrouilles, il est dans l’ignorance des effectifs exacts qui s’y trouvent. De plus l’ennemi possède des observatoires idéaux lui permettant de voir tout mouvement de troupes dans les vallées (sommets du Grand Donon, du Petit Donon, du Kohlberg…)  Il attaquera donc avec un maximum de force, avec comme axe principal le sommet du Petit Donon, aux pentes orientales d’une très forte déclivité, afin d’essayer de surprendre les Français. Il pense aussi que ceux-ci ne l’ont peut-être pas trop fortifié, ne les attendant pas par cet accès qui est le plus difficile du secteur.
Pour cela, il réunit la 52e et la 55e Brigade d'infanterie de réserve, renforcées par le 40e RIR, les 8e et 14e bataillons de chasseurs (Jäger) de réserve, ce qui représente 15 000 hommes environ. Une importante préparation d'artillerie sera effectuée essentiellement par trois batteries de 105 du 29e RAC positionnées au Petit-Wisches au bord du Netzenbach. L'attaque se fera plutôt en fin de journée pour des raisons sans doute de lumière, les pentes est se trouvant déjà dans l'ombre des crêtes.
Ce même jour vers 13 heures, seul un peloton de la 6e compagnie du 21e BCP occupe le Petit Donon. L'État-major de ce bataillon, commandant Rauch, se trouve au col entre les Donons, avec la 2e et 4e compagnie, relié à droite à la 1re compagnie placée sur la route descendant vers Grandfontaine. La 6e compagnie plus à gauche au pied des pentes ouest. La 3e Cie se trouve à la cote appelée « 707 », dans les JMO, notamment celui du 21e BCP, dans une tranchée orientée NO-SE et débutant en contrebas du col, coupant en travers le carrefour des départementales. Effectif total environ 1 600 chasseurs.
« Rien à signaler dans la nuit du 19 au 20 août. » peut-on lire dans le JMO du 21e BCP.

## Déroulement des combats et retraite française

### 20 août

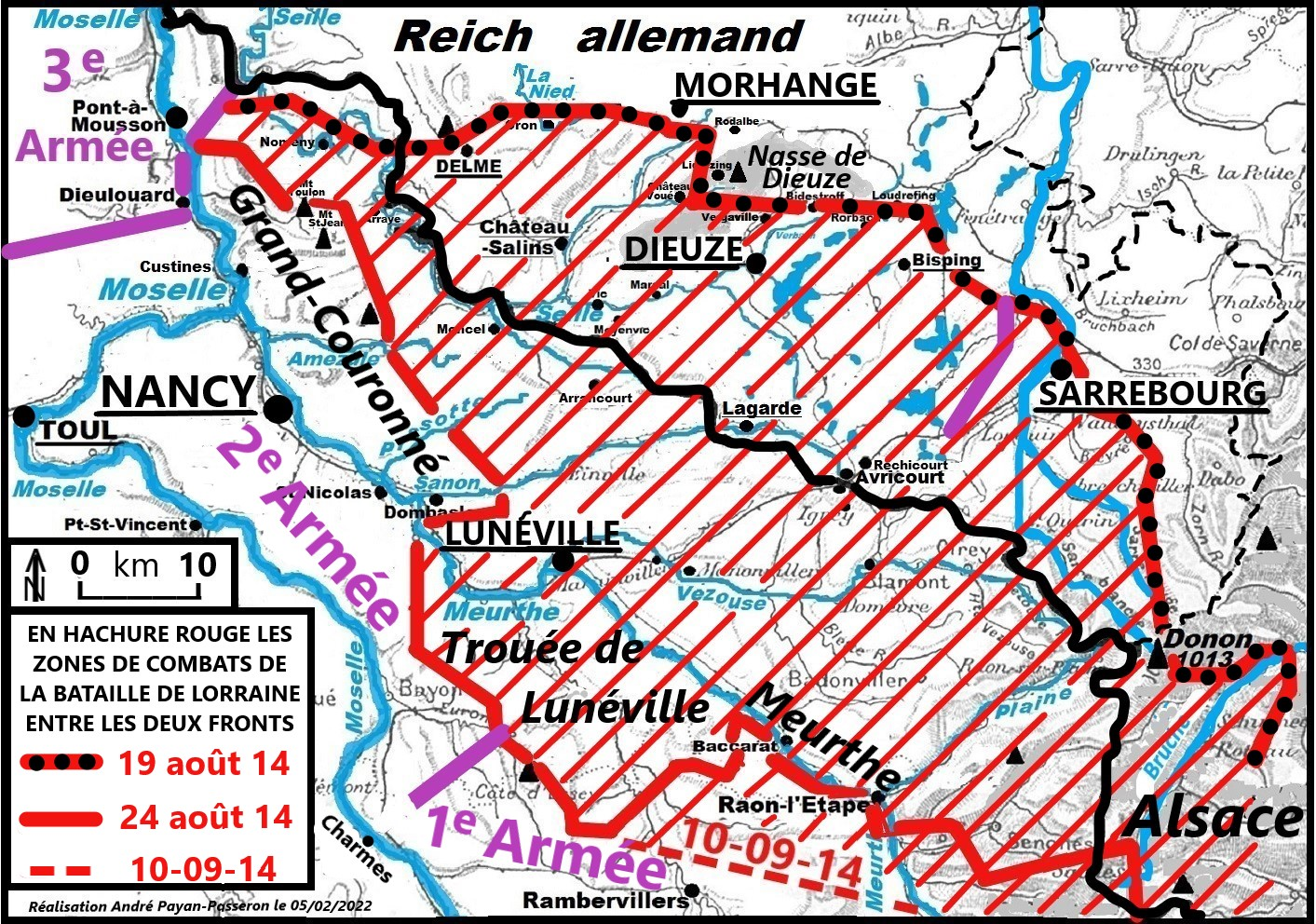
En hachuré rouge les zones de combats en Lorraine du 5 août au 15 septembre 1914.

Le brouillard était très présent, stagnant sur les sommets et les pentes ouest de la crête.
La 6e compagnie du 21e BCP est envoyée au Fallenberg tandis qu'un poste d'observation et de réglage pour le Ier groupe d'artillerie du 62e RAC gagne le sommet du Petit Donon, rejoignant la 3e section, (6e compagnie) commandée par le sous-lieutenant Montenot, qui occupe toujours la redoute naturelle que représente le piton rocheux formant le sommet.
Des compagnies du 20e BCP occupent et aménagent depuis plusieurs jours certains points ainsi que le chemin de la ligne de crête qui s'allonge vers le nord-est par le Totenkopf, la Barraque Carrée, Le Noll, le Grossmann, le Schneeberg (altitude 967 mètres), jusqu’au sommet du Grand Rosskopf (altitude 811 mètres), et Obersteigen. Ligne d'une d'attaque prévue par le GQG avec des compagnies du 20e BCP. Attaque qui aura lieu mais échouera.
Il est 11 h 20, le bombardement du Fallenberg, du Petit Donon et du secteur environnant commence. Il durera jusqu'à 19 h 20. Le brouillard s'est dissipé et des mouvements de troupes à mi-pente du massif, au-dessus de Wisches et notamment dans le vallon du Netzenbach sont visibles. Les batteries de 75 ouvrent le feu depuis la plateforme du Donon. Les troupes de la 55e brigade d'infanterie qui arrivent par le chemin de Wisches et celles de la 52e brigade débouchant du vallon du Tommelsbach commencent à subir des pertes, peu avant le carrefour à l'altitude 570 où la jonction des deux brigades doit s'opérer.
Vers 15 h, tandis que les Allemands ont entamé leur marche, le 8e Jäger et quelques cavaliers (Dragons) opèrent une reconnaissance vers la Barraque carrée ; une fusillade assez courte a lieu avec le petit-poste occupé par une section du 20e BCP. Cela suffit au commandement pour se faire une idée de l'occupation française. C'est le 14e Jäger de réserve qui se chargera d'investir plus tard la Barraque carrée. Ayant chassé les chasseurs français, il rejoint le 8e Jäger au col de l'Engin et attaque par la D.993 la cote 707 sur les arrières du Grand Donon. Là aussi les 75 causent pas mal de dégâts.
Vers 18 h au Petit Donon, l’attaque allemande se déroule comme prévu avec les 109e et 119e RIR, ce dernier venu par le Kohlberg, attaquant par le sud et l'est le piton principal. Le nombre aidant, ils chassent assez facilement la 3e section du 21e BCP qui vient de perdre son chef le sous-lieutenant Montenot qui a été tué dans son réduit rocheux, au sommet du Petit Donon. Les 75 français se retrouvent "aveugles", ne recevant plus de directives de leurs observateurs placés au sommet ; ceux-ci ont également été tués par un obus de 105.
La 6e compagnie, placée en réserve sur les pentes ouest sur l'ordre du capitaine Zuber, suit depuis le collet le sentier longeant la crête et attaque baïonnette au canon le bastion rocheux que forme le sommet ; elle réussit même à le reconquérir. Les quelques chasseurs rescapés de la section Montenot se joignent à la 6e compagnie, sous le commandement du s/lieutenant Dalanzy commandant la 4e section de cette compagnie.
La fusillade cesse assez vite. L'ombre s'allonge sur les pentes et sous les sapins la visibilité baisse vite ; de plus les attaquants allemands sont épuisés. La 6e compagnie du 21e BCP évacue les pentes du sommet et regagne le refuge de chasse (Jagdhütte au col entre les Donons). Seuls les 20 chasseurs rescapés de la 3e section de la 6e compagnie sont toujours au sommet avec le sous-lieutenant Dalanzy, qui pense que du renfort va arriver. Du côté du collet et du Fallenberg où se trouvent la 2e et la 1re section, la fusillade continue. À tout moment l’attaque du Petit Donon par le sentier de crête peut reprendre. De plus les Allemands sont en train de creuser une tranchée perpendiculaire à ce sentier, base de départ pour une attaque.
Dans la vallée, le général Von Pavel est averti de la prise du Petit Donon à 20 h 15 mais des nouvelles contradictoires vont s'ensuivre, disant que les troupes allemandes se seraient retirées par la suite.

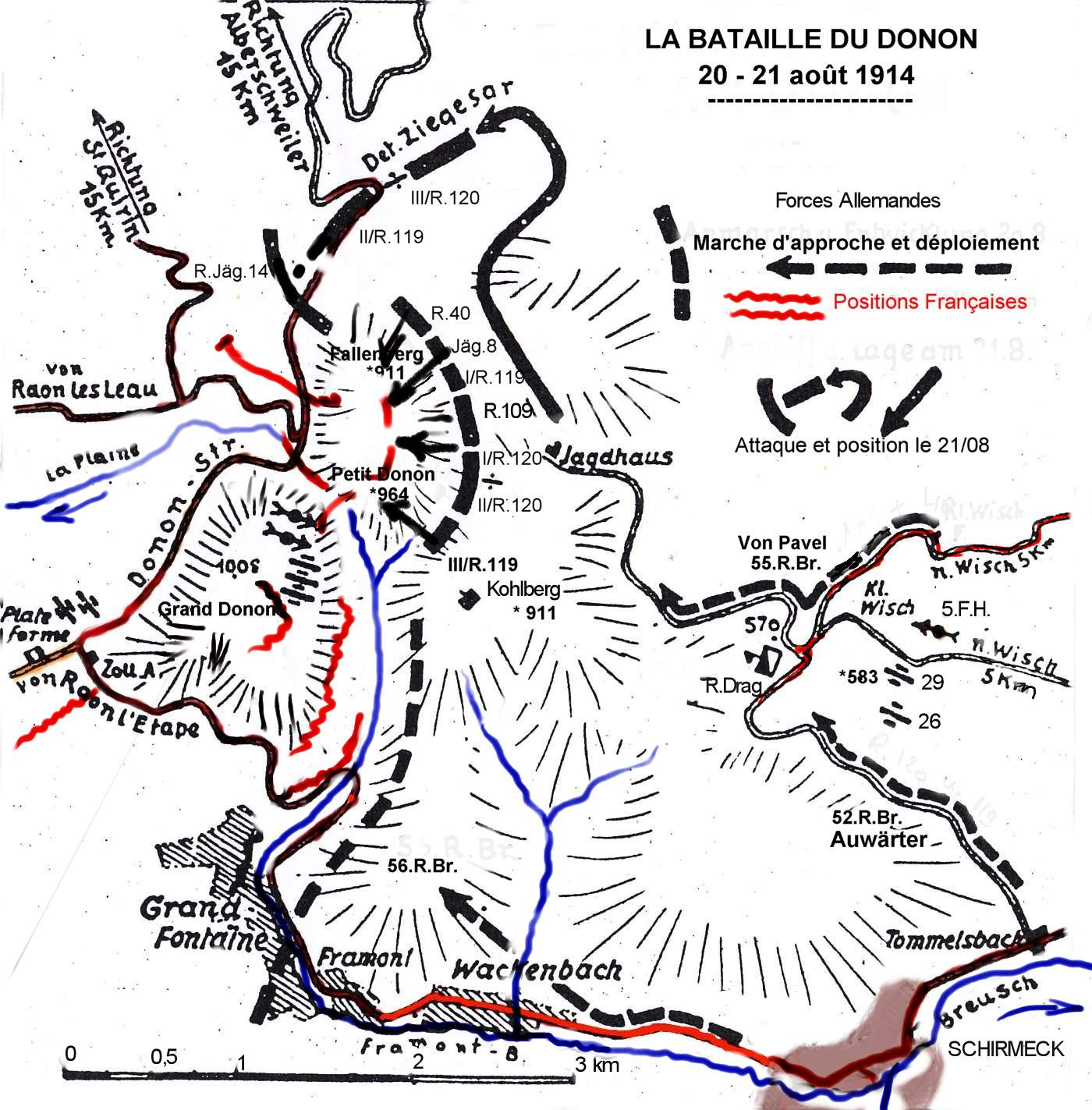
Schéma attaques allemandes.

À 21 h, toute la montagne est aux mains des Allemands, si l'on excepte les chasseurs commandés par le s/lieutenant Dalanzy qui, attendant vainement des renforts, finira par redescendre à la nuit tombée avec les rescapés par la pente sud-ouest au col entre les Donons. Les fantassins du 109e RIR retournent sur le Kohlberg où ils avaient laissé leurs sacs lors de la montée. Une trentaine d'hommes seulement du 109e RIR badois occupent à la nuit tombante le sommet avec pour chef le colonel Von Uhe qui ne voyait pas l'avantage à rester la nuit sur ce réduit avec aussi peu d'hommes.
Plus tard dans la nuit, Von Uhe fait monter des pionniers avec du matériel, quelques sections isolées des 109e RIR et du 110e RIR rallient la crête de sorte que la petite garnison se trouve portée à 500 fusils. Les pionniers réparent les tranchées françaises bouleversées par les obus des 105, y installent des fils de fer, des barbelés et creusent une nouvelle tranchée. À l'aube, les attaquants français vont trouver une défense solide bien retranchée.

### 21 août
La situation n'étant pas totalement éclaircie sur le massif des Donons, les messages de la nuit étant contradictoires le général Von Pavel, particulièrement mécontent, ordonne la réoccupation du Petit Donon, abandonné par une grande partie des troupes ayant attaqué la veille. Celle-ci devra se poursuivre par l'attaque du Grand Donon et du col routier. Le dispositif sera le même que la veille, avec les mêmes unités.
Pendant la nuit les Pionniers ont fortement renforcé les défenses au Petit Donon, tranchées, parapets, fils de fer. Ils ont également occupé les tranchées françaises, quelque peu malmenées par les canons de 105 et les ont réorganisées.
Côté français les choses ont évolué fortement depuis la veille. En effet, à la suite de la défaite de la IIe armée française de Castelnau, notamment à Morhange, face à des positions ennemies préparées, soutenues notamment par l'artillerie lourde, succède la contre-offensive allemande des VIe et VIIe armées. Les deux armées de l'aile droite française ne peuvent que battre en retraite sur la ligne de défense retenue, à savoir la Meurthe, depuis sa haute vallée jusqu'aux défenses du Grand Couronné à Nancy. Le général Dubail a envoyé l'ordre de retraite générale à sa Ire armée « pour le 21 à 6 h 30 ». La position du Donon va se retrouver en flèche et ne pourra plus être tenue. Les généraux Bourdériat (13e DI) ainsi que Barbade (25e Brigade) voulaient reprendre le Petit Donon malgré l'ordre reçu. Bourdériat, ainsi que le chef du 21e corps d'armée paieront très vite cette erreur : ils seront relevés de leur commandement et (limogés) dès septembre.
Le dispositif d'attaque français est le suivant :
- à gauche: en direction du sommet du Fallenberg et de la crête, le 1er bataillon du 21 RI, commandant Gentelet.
- au centre : en direction du collet et du sommet du Petit Donon, les 2e, 5e et 6e compagnie du 21e BCP.
- à droite: les 7e et 9e compagnies du 57e BCP.
- le soutien sera effectué par la section de mitrailleuses du 21e BCP placée sur le flanc est du Grand Donon. L'artillerie ne sera pas utilisée… alors qu'une batterie de 75 montée la veille au sommet du grand Donon aurait fait d'énormes dégâts à l'ennemi et aurait pu facilement détruire les tranchées sur les pentes du Petit Donon. Au col et à la plateforme du Donon les 109e et 17e RI resteront inutilisés.
- Le barrage, cote 797, en travers des départementales toujours en place comme la veille, avec la 3e compagnie (capitaine Gaitet) du 21e BCP rejointe à l'aube par la compagnie du Génie 21/4, capitaine Petit, qui arriva pour immédiatement prendre part au combat avec le 14e Jäger qui arrivait de la crête par le Nord, commençant son mouvement d'enveloppement, par la D.145, au pied du Fallenberg-Petit Donon. Il est suivi de trois bataillons d'infanterie de réserve, les I et II/RIR.119 et le III/RIR.120.

Deux attaques, une allemande l'autre française, vont donc se produire sur le massif cette matinée du 21 août. Les Allemands vont monter réoccuper à la fois le Fallenberg, comme la veille par les pentes est, et le sommet du Petit Donon par les versants est et sud-est. Les Français, eux, attaquent par les pentes ouest du Fallenberg et du Petit Donon. Ils doivent déjà reconquérir leurs propres tranchées, abandonnées la veille mais occupées et renforcées (notamment par des réseaux de fils de fer posés la nuit par les Pionniers) par un contingent ennemi, environ 500 hommes sous le commandement de l'Oberst Von Huhe, et qui est bien resté en place sur la montagne. Le S/Lieutenant Dalanzy et les quelque 20 chasseurs du 21e BCP qui ont réussi la veille à réoccuper le bastion constitué par les roches du sommet du Petit Donon, isolés, sont redescendus durant la nuit au col entre les Donons.
Ils échoueront devant les positions ennemies, bien retranchées, les renforts débouchant par le haut. Aucune préparation d'artillerie n'a été effectuée. Seule la section de mitrailleuses du 21e BCP, placée en excellente position sur le flanc supérieur est du Grand Donon, va soutenir efficacement l'assaut en mitraillant les tranchées et la crête en avant des lignes montantes des chasseurs et des fantassins.
4 h 30 : le signal de l'attaque est donné ; les chasseurs et les fantassins français grimpent les fortes pentes du relief. Les premières tranchées allemandes sont enlevées, les mitrailleuses françaises balaient la crête et empêchent l'ennemi de sortir de ses retranchement ; les troupes allemandes arrivant par les pentes est ne peuvent dans l'immédiat que s'abriter dans les rochers du sommet ; les pertes sont importantes et les historiques des différents régiments allemands en attestent. Des mitrailleurs du 57e BCP ont emmené avec eux une mitrailleuse, tactique inusitée pour l'époque, et s'en servent efficacement lors de l'attaque en tirant de biais dans les tranchées de la pente. L'attaque est bien organisée et bien menée.
Mais bientôt les mitrailleuses françaises du Grand Donon doivent cesser le feu ; les premières lignes d'attaquants arrivent au niveau des fils de fer des tranchées supérieures, sous le bastion du sommet. Les renforts allemands, qui finissent d'arriver par les pentes est sur la ligne de crête, peuvent enfin déboucher ; ils vont pouvoir se jeter en nombre sur les Français avec l'avantage de la position. Les Jäger ont également réussi à neutraliser la mitrailleuse emmenée par les attaquants du 57e BCP. Les assauts allemands et français se sont ainsi rencontrés vers le haut des pentes ouest, les Allemands ayant l'avantage tant de la position que du nombre. De plus une attaque se produit depuis la tranchée du collet, aménagée pendant la nuit, sur le flanc gauche des attaquants.
La compagnie 21/3 du Génie rejoint le col entre les Donons et se joint aux chasseurs du 21e BCP.
Le 1er bataillon du 21e reflue. Il est 6 h 15, les pertes françaises deviennent importantes, l'attaque a échoué et le commandant Rauch donne l'ordre de la retraite. Les survivants des 21e et 57e BCP dégringolent sur les pentes vers le col entre les Donons, les fantassins allemands les poursuivent mais, arrivés au col, ils sont pris sous le feu de la 2e compagnie autour du commandant Rauch qui « fait le coup de feu », avec le reste du bataillon dans des retranchements bien organisés ; ils tiennent face aux troupes arrivant par le chemin de Wisches, le bas des pentes du Petit Donon et le vallon. Heureusement, la section de mitrailleuses du 21e BCP du Grand Donon a de nouveau ouvert le feu protégeant la retraite des chasseurs. Les pertes allemandes augmentent très vite, le Petit Donon-Fallenberg en leur possession, leur poursuite s'arrête.
Les défenseurs de la cote 797 (compagnie du Génie 21/4 et 3e Compagnie du 21e BCP), en contrebas du col entre les Donons, formant barrage vers le Nord, ne faiblissent pas face au détachement Ziegesar (R.Jäger 14, RIR.I/119, RIR.II/120 et RIR.III/120).
Vers 8 h, Le commandant Rauch ordonne d'évacuer le col entre les Donon, les défenseurs de la cote 707 se retirent également. Les morts et les blessés restent sur le terrain, la grande majorité sur les pentes du Petit Donon sont des chasseurs du 21e BCP. Les mitrailleuses du 21e BCP, puis celles du 20e BCP balaient la départementale, empêchant toute progression du détachement « Ziegesar » et soutenant la retraite des derniers combattants toutes sections mêlées.
11 h 30, le général Barbade ordonne la retraite générale vers la vallée de la Plaine. Les combats du Donon étaient terminés. La bataille d'arrêt se déroulerait sur la rive gauche de la Meurthe, de Saint-Dié au Grand Couronné à Nancy. Cette bataille d'importance de l'aile droite française contre l'aile gauche allemande portera plusieurs noms suivant les endroits où les affrontements seront les plus importants : bataille de la haute Meurthe, bataille du col de la Chipotte, bataille de la trouée de Charmes, bataille du Grand-Couronné.

### 22 août
Le général Von Pavel ordonne l'attaque du Grand Donon. Les troupes ne rencontrent aucune résistance puisque les unités françaises sont redescendues depuis la veille dans la vallée de la Plaine. La 25e brigade va se retirer en direction de la Meurthe tout en menant des combats retardateurs, en créant des barrages successifs. Le massif du Donon restera allemand jusqu'en 1918 ; il servira de môle de défense et sera fortifié, y compris sur le versant lorrain, dans l'optique d'avoir à résister à une offensive alliée d'envergure visant Strasbourg et le Rhin.

## Bilan
Les chiffres contenus dans ce tableau sont ceux que l'on trouve dans les différents JMO ou Historiques des différentes unités engagées les 20 et 21 août. En ce qui concerne le 20e BCP il s'agit d'une estimation. Pour le 62e RAC l'estimation est faite en fonction des tombes individuelles ou fosses communes situées dans le secteur et au sommet du Petit Donon (en omettant les disparus).
| Unité  | 20e BCP | 21e BCP | 57e BCP | I/21e RI | Cie génie 21/4 | Cie génie 21/3 | 62e RAC | Total |
| ------ | ------- | ------- | ------- | -------- | -------------- | -------------- | ------- | ----- |
| Hommes | 200     | 403     | 168     | 180      | 82             | 9              | 6       | 1 048 |

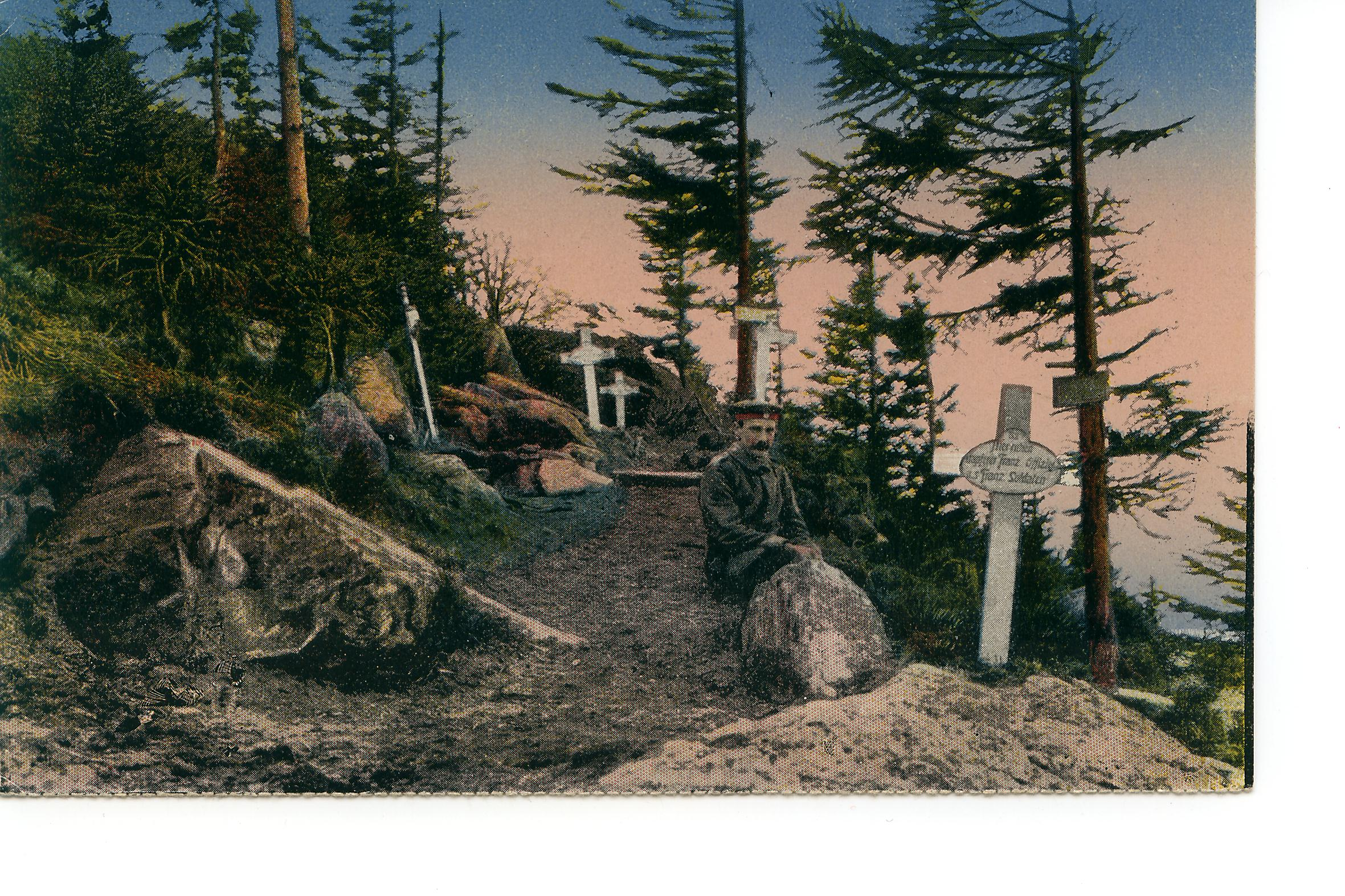
Carte postale allemande montrant des tombes
en 1915, au sommet du Petit Donon.

Beaucoup de morts, de blessés graves sont restés sur le champ de bataille, la rapidité de l'évacuation du massif n'ayant pas permis, pour certains des régiments impliqués dans les combats de ces deux journées et notamment le 21e BCP, de les ramener dans leurs lignes. Ce sont les Pionniers allemands qui à partir du 22 août vont rassembler les blessés légers, les prisonniers et les emmener sur Schirmeck. Les morts (français et allemands) sont enterrés sur place dans des fosses individuelles ou collectives, au fur et à mesure qu'on les retrouve et selon la nature du terrain. La chaleur est intense et la décomposition des corps avancée ; des mesures sanitaires doivent être prises rapidement. Le plus grand nombre des sépultures se trouvent au sommet du Petit Donon, sur les pentes, au col entre les Donons, à la cote 707 et sur les pentes nord et ouest du Grand Donon.
En 1914, des croix de bois ont été plantées sur les tombes (voir carte postale allemande) ; en 1916, Ludwig Gebhardt, gefreiter est chargé d'établir pour toutes ces tombes disséminées des stèles confectionnées avec des blocs de grès trouvés sur place (certaines inscriptions sont réalisées sur des blocs rocheux situés à côté de fosses communes) ; chacune comporte gravé en haut à gauche un numéro d'ordre dans un but de référencement, également le numéro du régiment s'il est connu, éventuellement le grade. Plus rarement sont gravés un ou plusieurs patronymes. Chaque stèle concernant une tombe allemande comporte au-dessus de l'inscription, une croix de fer finement sculptée.
Les régiments français ne pouvant comptabiliser de manière exacte leurs pertes, les tués, blessés, prisonniers seront classés comme « disparus ».
Pour les prisonniers et les blessés, des nouvelles seront données assez rapidement par les autorités militaires allemandes et la Croix-Rouge notamment. Pour un grand nombre des tués il faudra attendre la fin de la guerre ; les familles resteront ainsi dans une cruelle attente. Des erreurs de transcriptions seront commises lorsque les différentes fosses et tombes seront relevées après 1918 et les restes transportés dans un cimetière militaire qui deviendra la Nécropole du col du Donon contenant deux ossuaires. D'autres dépouilles seront également ramenées sur la demande des familles dans les tombes familiales. Un grand nombre d'Allemands seront inhumés à la Nécropole (Soldatenfriedhof) de La Broque située à droite le long de la route qui relie la commune de La Broque au hameau de Fréconrupt.
Les autorités militaires allemandes ont établi une liste récapitulative des emplacements de toutes les stèles numérotées ; nos 1 à 112. Il semblerait que beaucoup de soldats français et allemands ne possédaient pas de plaques d'identité tout de suite au début de la campagne car l'encadrement des troupes chargées de faire le travail de fossoyeurs n'aurait pas manqué de les relever.
La fosse la plus importante, la no 88, située vers la route d'Abreschviller contenait 46 Français inconnus (« 46 Fransozen unbekannt »). À ce jour, cette stèle n'a pas été retrouvée.
Nombre total des soldats enterrés individuellement ou dans des tombes communes d'après cette liste :
- Français : 327
- Allemands : 185

Pertes allemandes
Les historiques des régiments allemands ne donnent guère de chiffres en ce qui concerne leurs propres pertes. La plupart des auteurs estiment qu'elles sont à peu près équivalentes aux pertes françaises. Beaucoup de blessés, de corps, ont été assez vite redescendus sur Schimeck.
Sur les 180 stèles créées en 1916, un dernier recensement effectué a permis d'en retrouver 41. Ce pointage n'est pas exhaustif ; il est sans doute possible d'en découvrir d'autres encore sur le terrain, certains endroits ayant été particulièrement touchés par la tempête de 26 décembre 1999 et par l'exploitation forestière intense qui s'est ensuivie. Le sommet et les pentes ouest du Petit Donon ainsi que d'autres hauteurs des environs sont depuis totalement dépourvus de couverture forestière.

## Liste des stèles encore en place

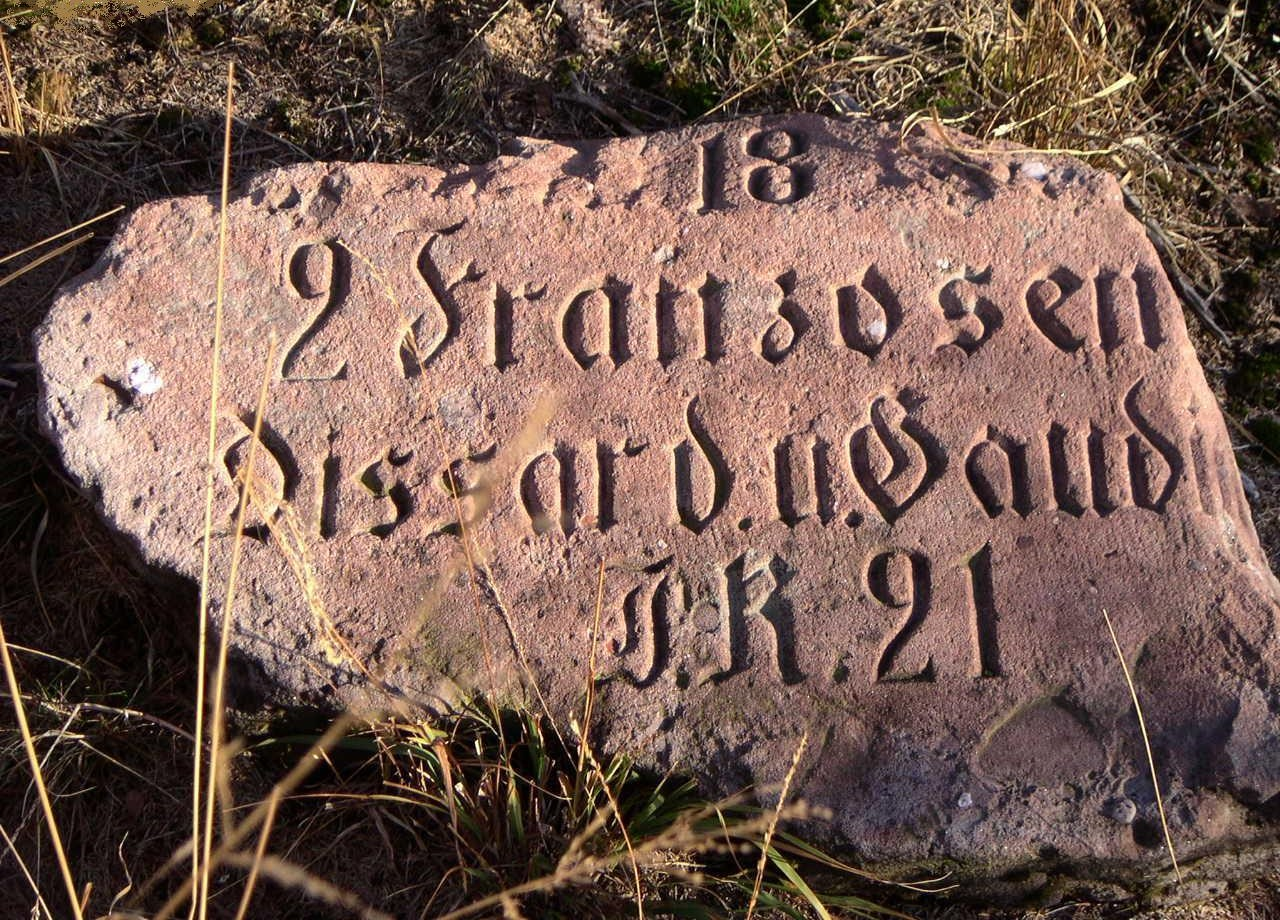
stèle 18 : 2 Français Dissard et Gaudin 21e BCP
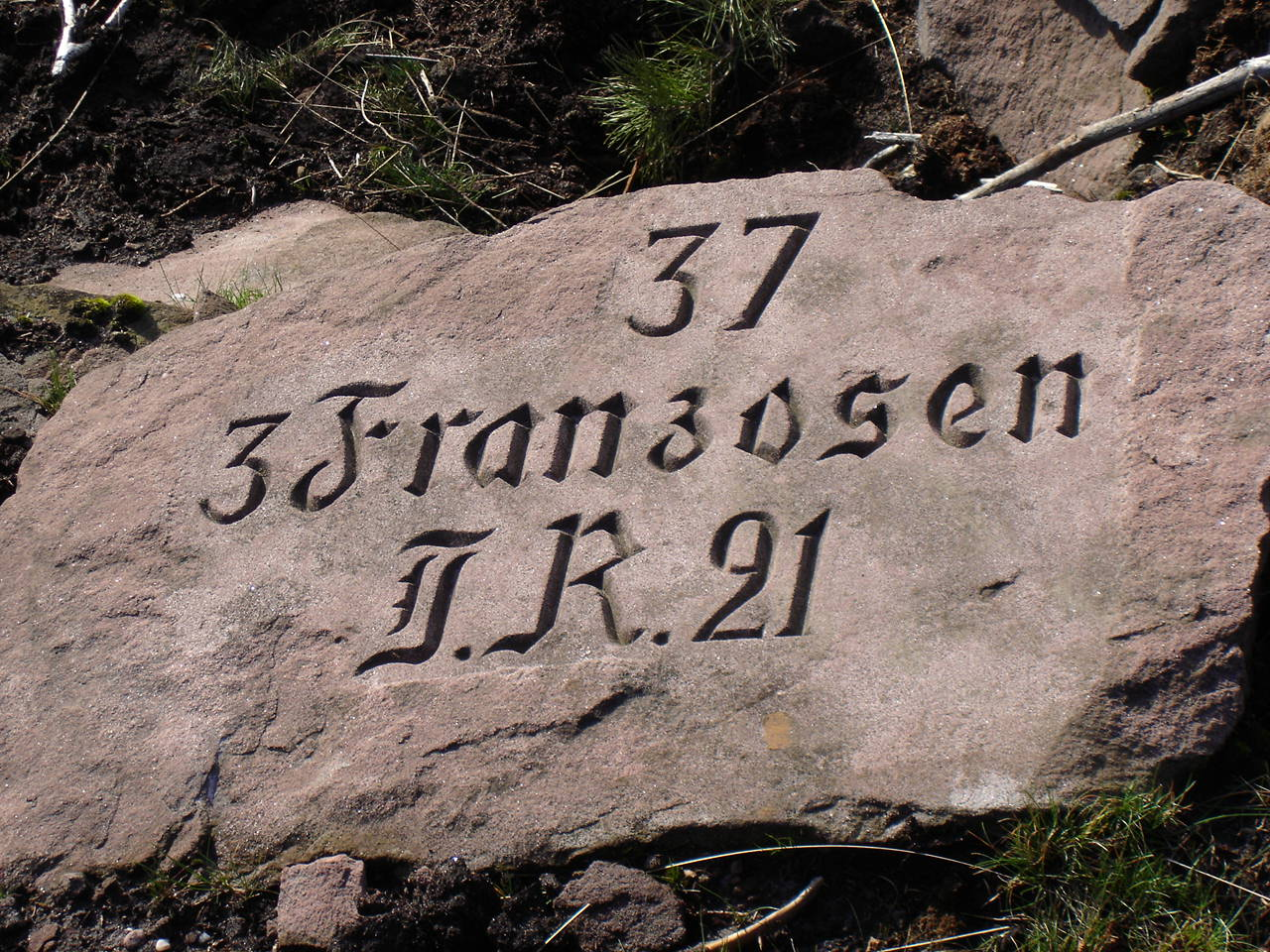
stèle 37 : 3 Français 21e BCP
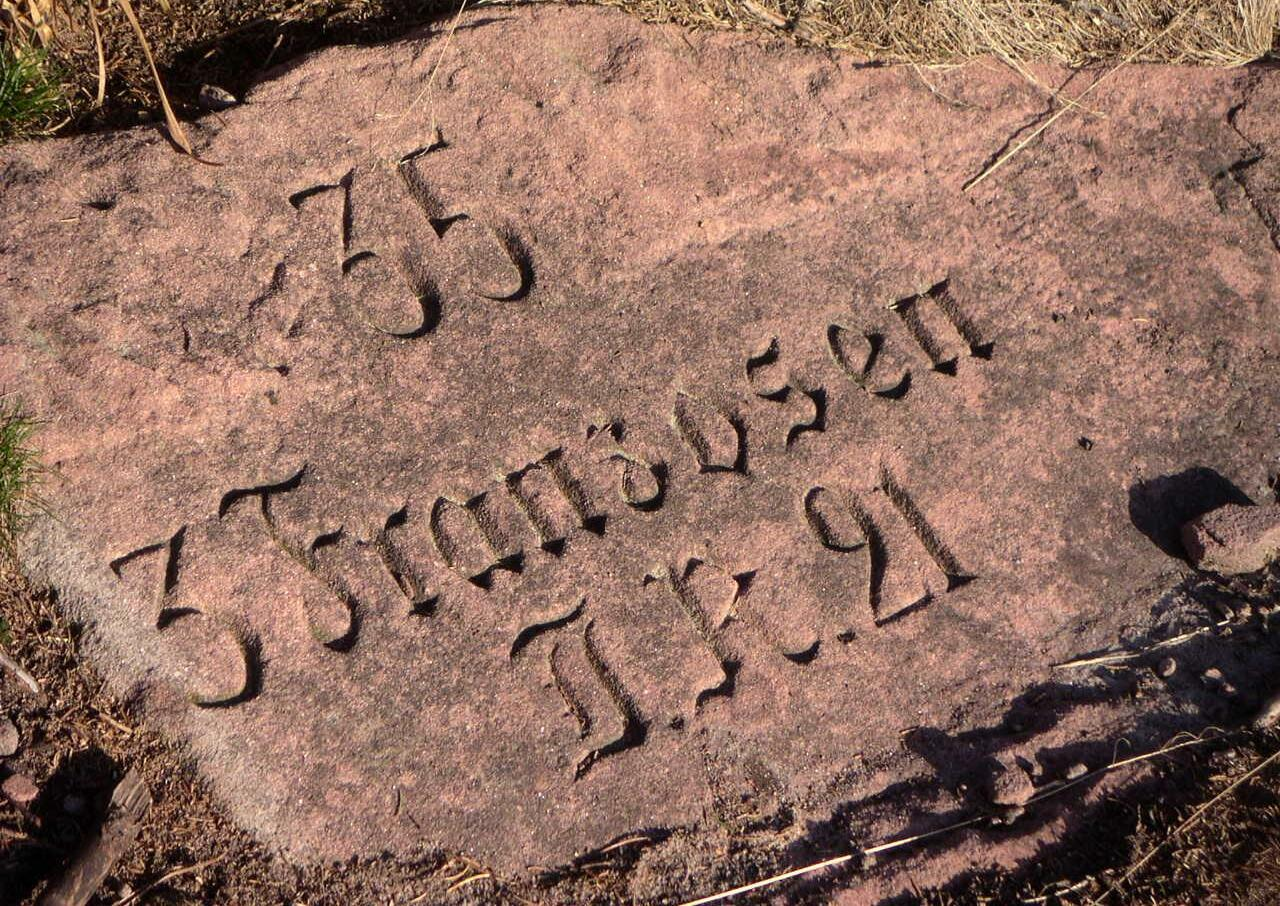
stèle 35 : 3 Français 21e BCP
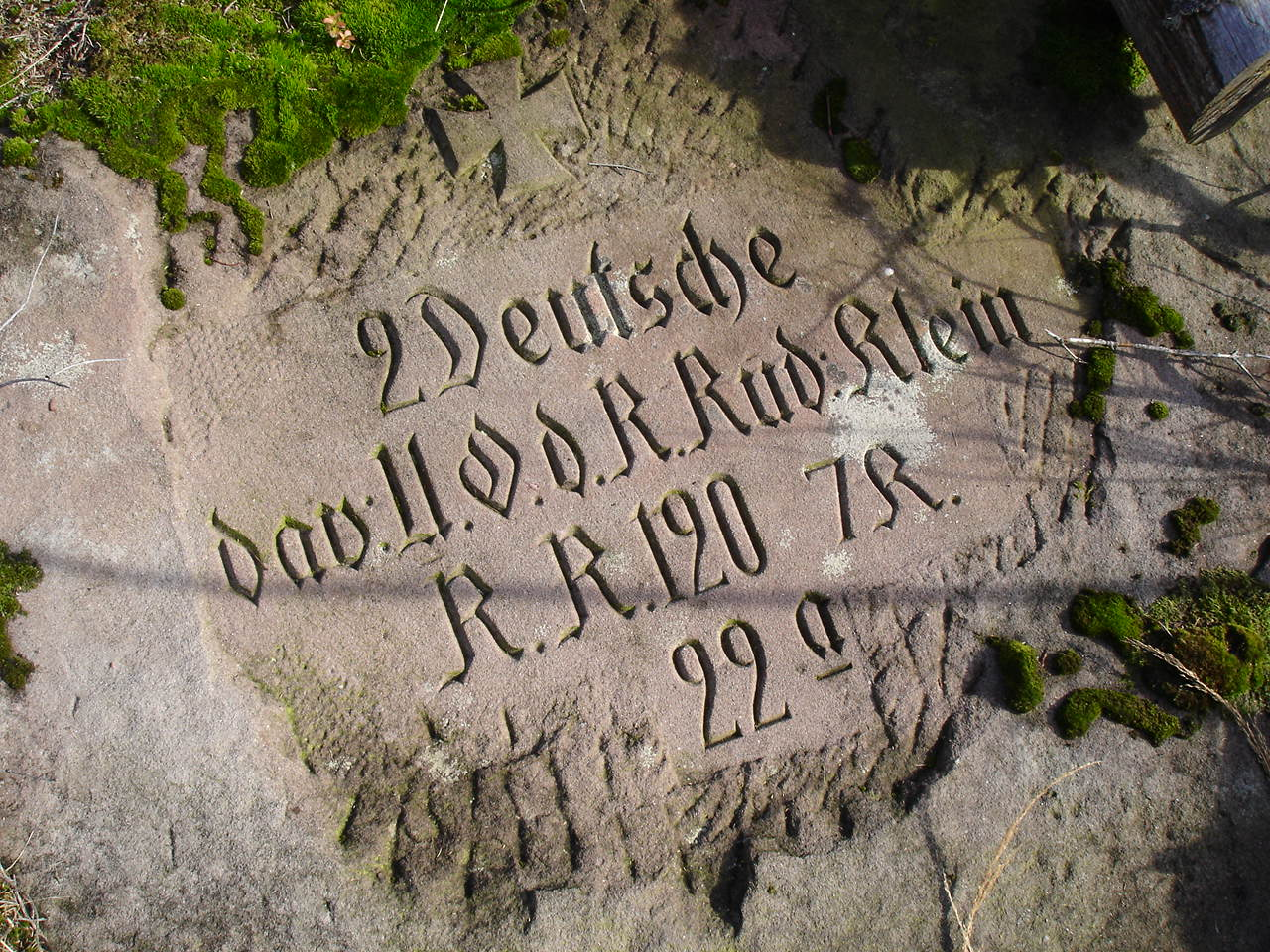
stèle 22a : 2 Allemands R.R.120 7e Cie